# Sigoyer, Hautes-Alpes

Sigoyer este o comună în departamentul Hautes-Alpes, Franța. În 1 ianuarie 2022 avea o populație de 739 de locuitori.